# Bill (Helperknapp)
Bill (luxemburgisch Billⓘ) ist eine Ortschaft in der Gemeinde Helperknapp, Kanton Mersch, im Großherzogtum Luxemburg.  

## Lage
Bill liegt östlich der Ortschaft Grevenknapp an der CR 15. Der kleine Ort liegt am Nordosthang des Bergs Helperknapp (393 Meter), der der Gemeinde seinen Namen gab.

## Allgemeines
Bill besteht aus nur wenigen Gebäuden und gehört zu den kleinsten Orten der Gemeinde Helperknapp. Es handelt sich ursprünglich um eine Hofanlage.